# 龙泉书院
龙泉书院是位于湖北省荆门市的一处历史遗迹，为荆门知州舒成龙集资于书塾旧址，始建于清乾隆十九年（公元1754年），一度较为完整的保存在荆门市龙泉中学内，现已开放为景区供公众参观。被列为湖北省文物保护单位。

## 历史
得名于书院内的数孔泉水，书院的堂、厦及小桥流水景观曾于道光六年（公元1826年）、同治六年（公元1867年）两次修葺。主要有育德堂、洗心堂、东山草堂、春华馆、秋实馆、敬业斋、群乐斋、寄畅轩、会心轩等。光绪十二年（公元1886年），又增建文明楼、尺木楼等。再后改为龙泉中学。现存文明楼等建筑与南侧文明湖等景观。
抗日战争伊始，1938年11月至1939年初，曾经短暂地作为张自忠将军指挥的第五战区右翼兵团 （包括其统辖的第卅三集团军）司令部。

## 文物保护情况
2008年3月27日，被湖北省人民政府列为第五批湖北省文物保护单位。
其保护范围为：龙泉书院及周围一定范围。以龙泉书院围墙为界，四周各向外延伸30米。东面至来龙桥，南面至文明湖西岸，西面至龙泉中学办公楼，北面至龙泉中学教学楼后墙。
其建设控制地带为：以保护范围为界向外延伸，东面至来龙桥头，南面至龙泉公园围墙，西面至四干渠，北面至龙泉中学北围墙。